# Fűszerpaprika-őrlemény

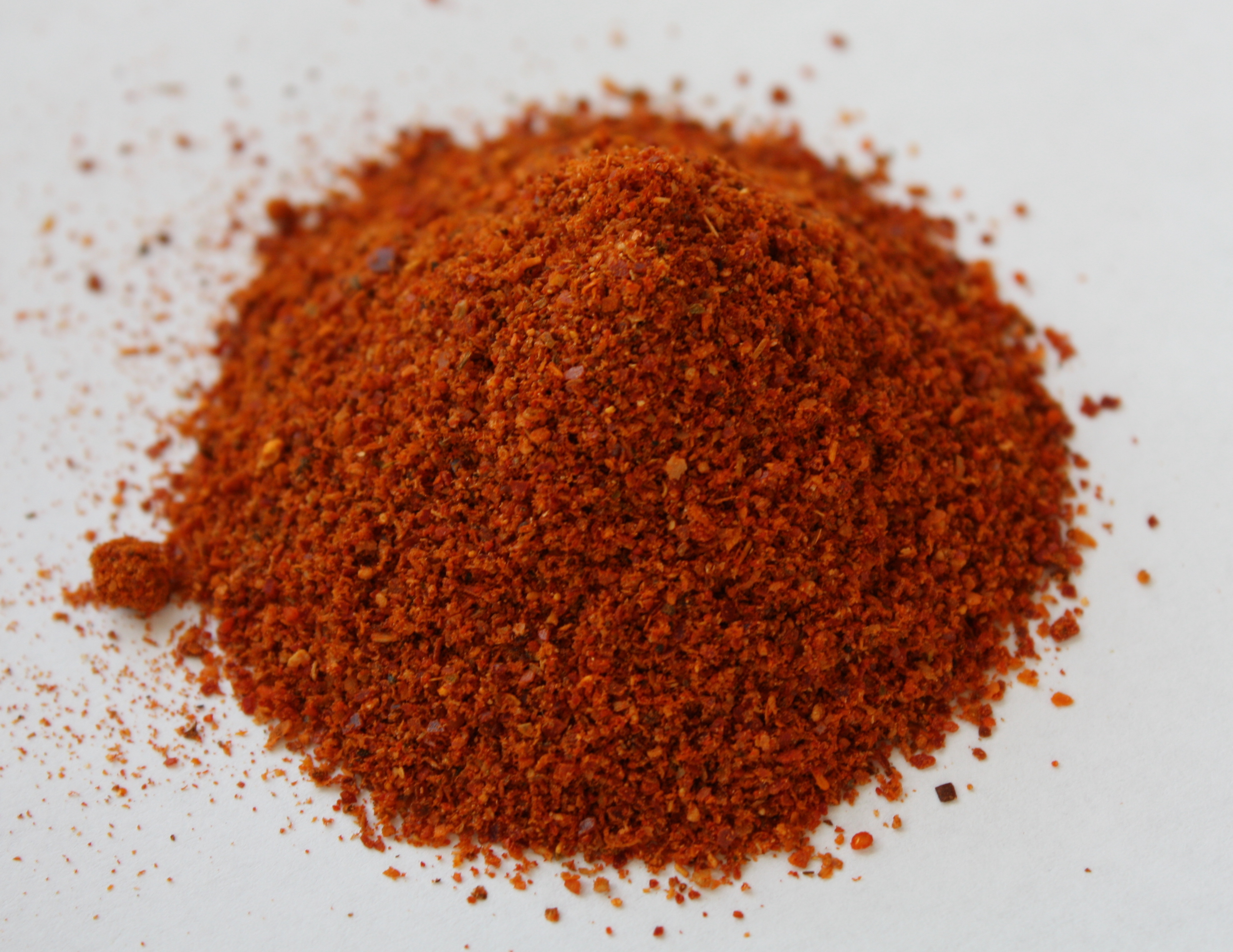
Közönséges paprikából (Capsicum annuum) készült finomra őrölt por

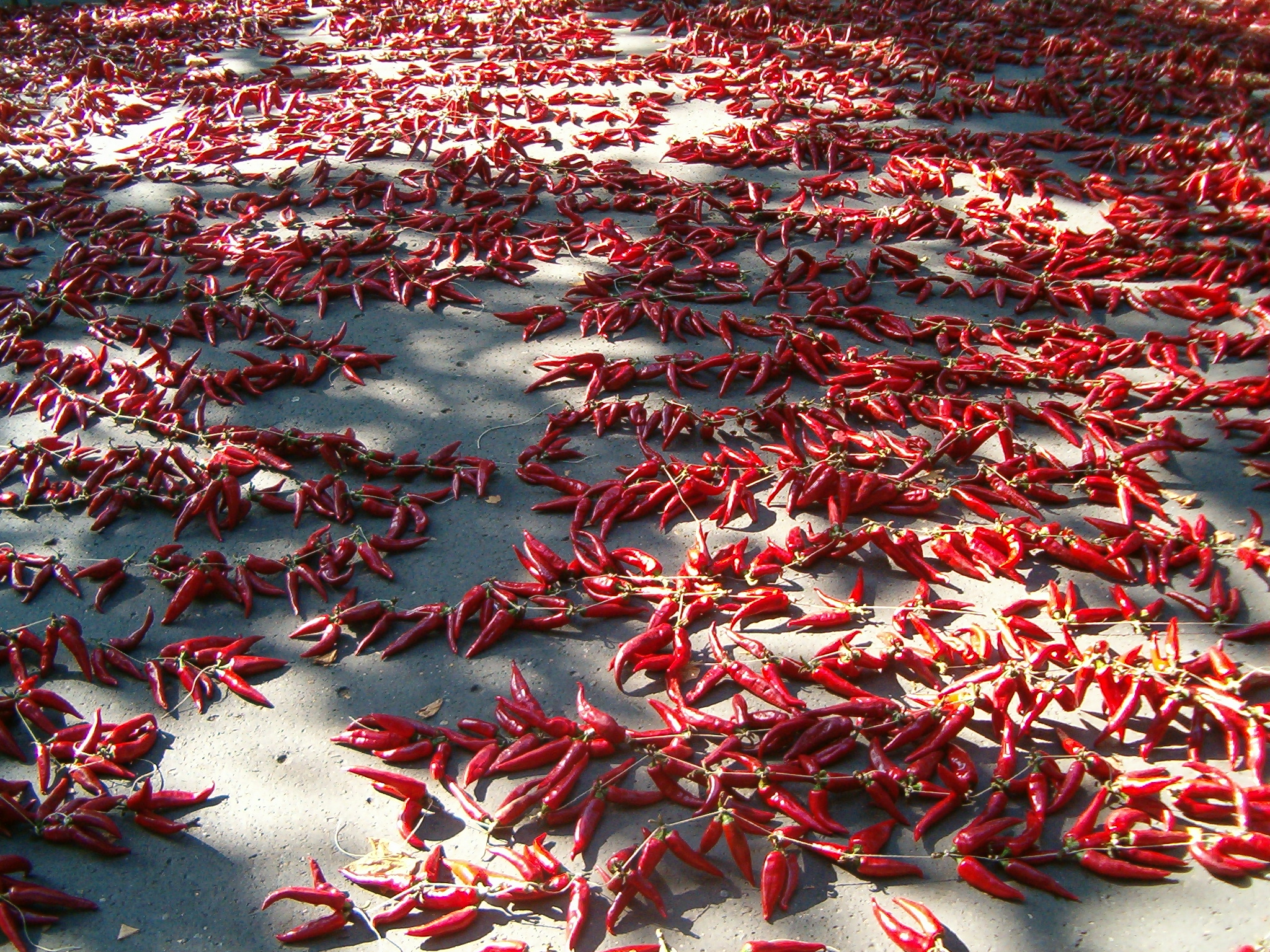
Szegedi fűszerpaprika
Régen a teljesen megszáradt paprikát, a belső részének eltávolítása után, lábbal hajtott mozsárban a kölüben, nagyobb mennyiségben köves paprikamalomban, összetörték, darálták, majd megtisztították

A fűszerpaprika-őrlemény, más néven őrölt fűszerpaprika vagy pirospaprika a közönséges paprikából (Capsicum annuum) készült finomra őrölt por. A magyar gasztronómia jellegzetes fűszere, de számos más országban is használják. Világhírűvé vált a kalocsai és a szegedi fűszerpaprika-őrlemény. A Dél-Alföldön kezdetben a paprika őrlését többnyire tiszai vízimalmok és néhány szél- és szárazmalom végezte. 1859-ben azonban már megépült a Pálfy testvérek első paprikaőrlő gőzmalma is, akik a paprika gőzmalmi feldolgozását meghonosították Magyarországon.

## Története
A paprika történetéről lásd még a Paprika szócikket!
A paprikát, mint fűszert és zöldséget a régi magyar konyhákon nem ismerték, használata lassan terjedt el és csak a 18. században vált általánosan ismertté. Magyarországon az 1600-as években feltételezhetően Széchy Mária, Wesselényi Ferenc gróf felesége honosította meg. Az első példányokat a szegedi ferences kolostor kertjében termesztették. Legelső termesztő körzete éppen ezért Szeged környékén volt. Európában Spanyolország mellett itt, majd később Kalocsa vidékén kezdtek tömegesen fűszerpaprikát termeszteni. Ehhez hozzájárult egy magyar találmány: a fűszerpaprika porrá törése. Paraszti termeléséről és használatáról először Csapó József debreceni füvészkönyvében (1775) olvashatunk. A 18. század végétől fokozatosan, olcsó borspótló fűszerként vált népszerűvé. Jól tanúsítják ezt a magyar nyelvterület peremén fennmaradt nyelvjárásban élő nevei is: pirosbors, höeles (= „hüvelyes”), bors (Zala vármegye), veresbors, zöldbors. Az 1831. évi kolerajárvány alatt mint megelőző gyógyszer terjedt. Termelése azonban a 19. század derekáig a Kárpát-medencében sehol sem haladta meg a családi önellátás szintjét.

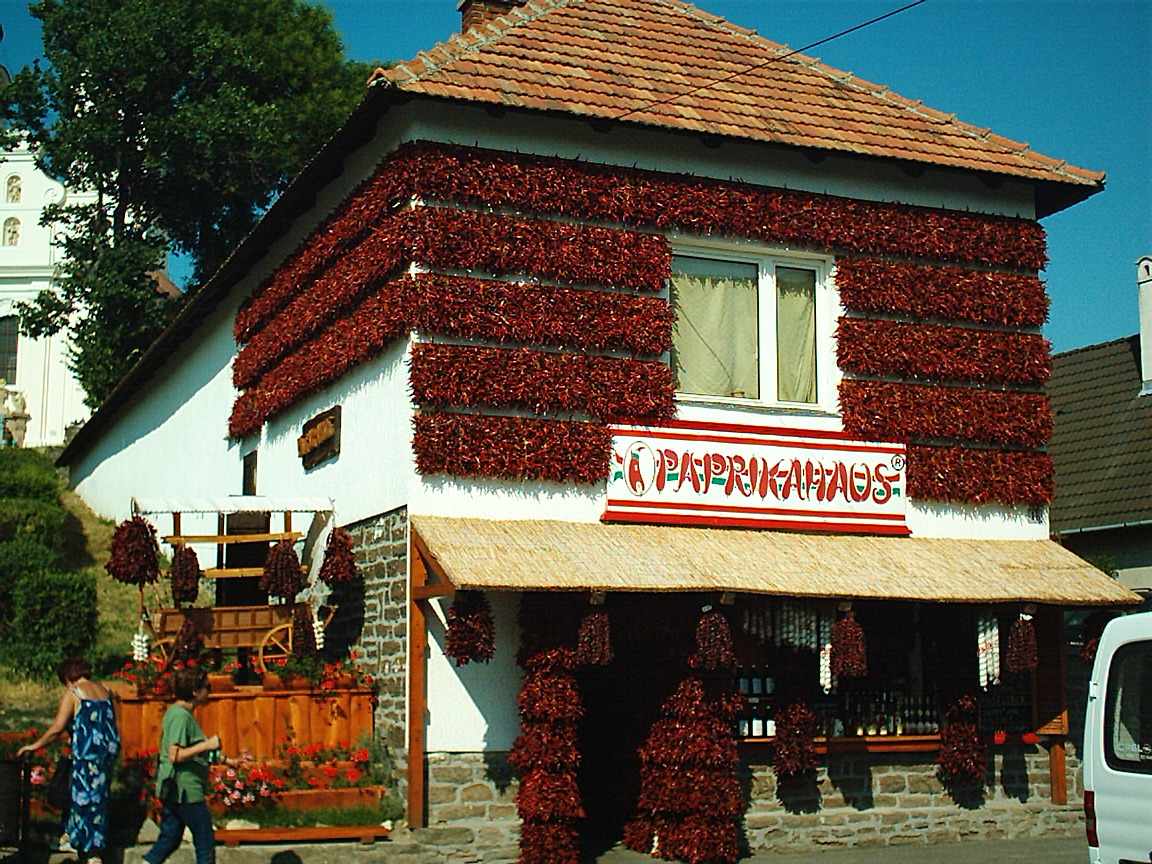
A Paprikaház Tihanyban

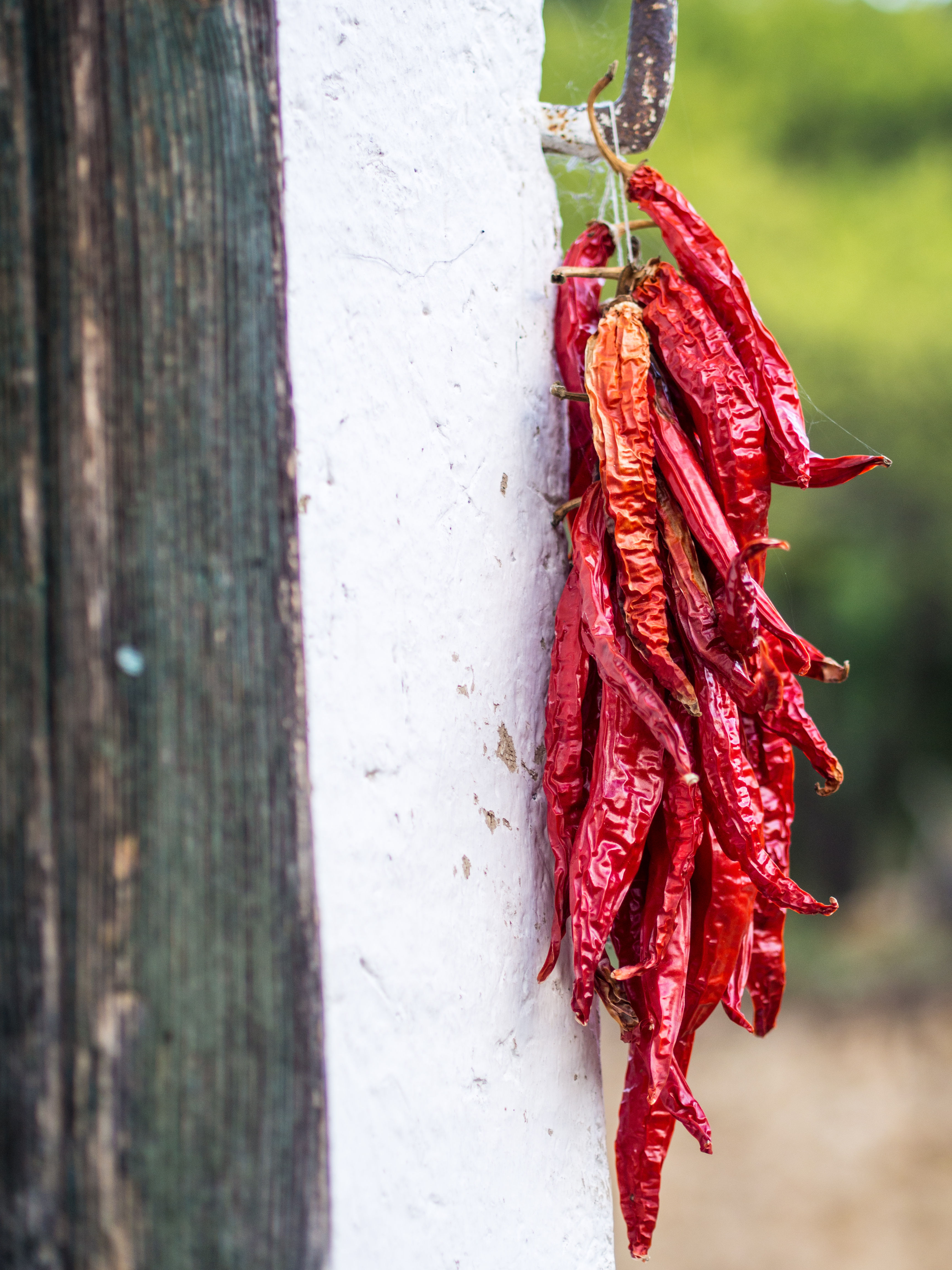
Napon száradó paprikafüzér

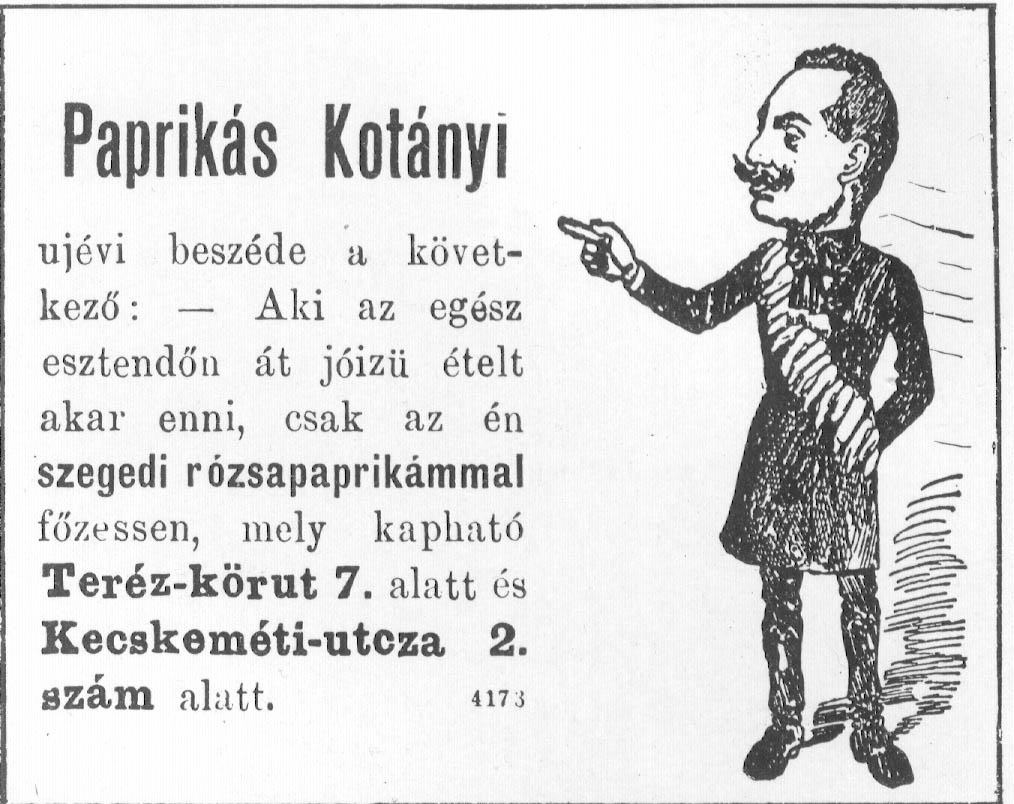
"Kotányi János féle rózsa paprika", paprikareklám 1892-ből

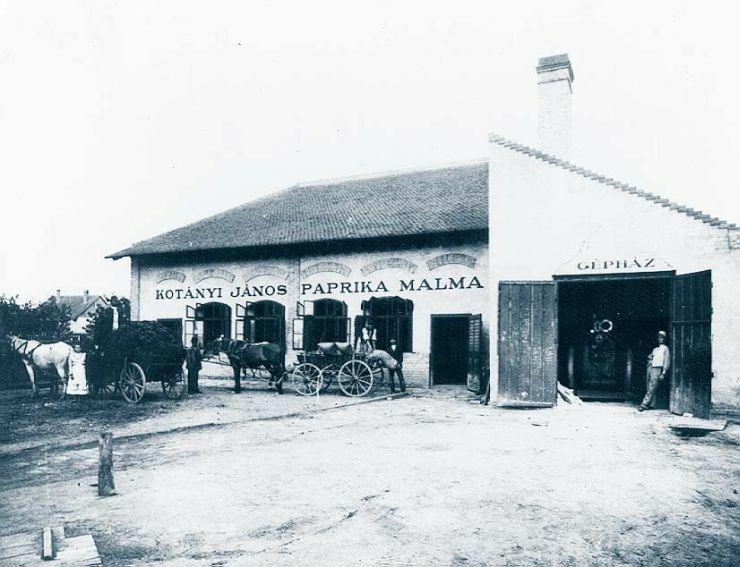
Kotányi János paprika malma Szegeden

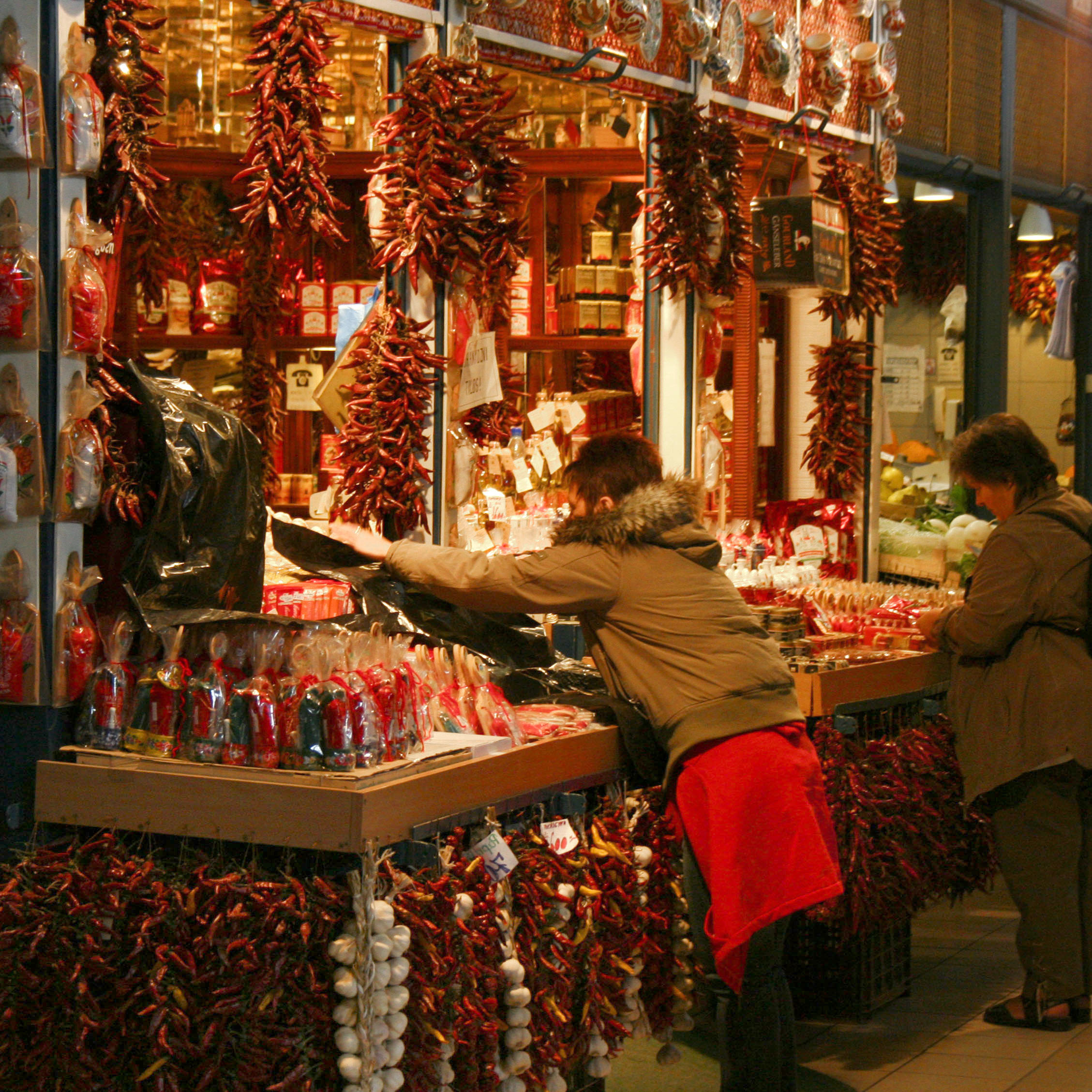
Fűszerpaprika árus a budapesti Nagycsarnokban

Először az alföldi parasztok ismerték fel, hogy a sertészsírban pirított vöröshagymához adva, optimálisan oldódnak ki a fűszerpaprika-őrlemény íz- és színanyagai. Ez az úgynevezett pörköltalap, amit a magyar ételek jelentős részénél készítésénél máig alkalmaznak. Ez teljesen átalakította a magyar konyhát. A paprika őrlemény előállítására, porítására a fűszerpaprika őstermelők kezdetben kő- és fémmozsarakat használtak. Később, a már kereskedelmi forgalomba szánt mennyiség előállítására használták a lábbal hajtott mozsarat a kölü-t, ami ma már csak múzeumokban látható. A kölü vagy külü lényege, hogy az egyik végén lévő mélyedésbe szárított paprikát helyeztek, amelyet a beleeső fa-kalapáccsal döngöltek, morzsoltak apróvá. Maga a kalapács egy hosszú fagerenda volt, amit középen átfúrva tengelyre erősítettek. Egyik vége volt maga a kalapács, másik vége a taposó, amelyre ráállva, illetve azt megtaposva a kalapács felemelkedett, majd a lábat levéve róla a kalapács a mozsárba zuhant. Működési elve a mérleghinta alapja. Mivel a kölü működtetése lassú és fáradságos volt, ezért komolyabb mennyiség porítására nem volt alkalmas. Épp ezért a befektetők révén hamarosan nagyobb malomberendezéseket is átállítottak erre a célra, különösen Szeged és Kalocsa környékén.
A fűszerpaprika társadalmi emelkedését az ezzel ízesített gulyás nemzeti ételként való kezelése is segítette. A reformkorra már a polgári szakácsművészet is alkotott paprikával ízesített ételt (tejfölös paprikás csirke), ugyanakkor a fűszerpaprika használata idehaza még mindig a parasztokat szimbolizálta. Nyugati határainkon túl viszont a magyarokat, ami megmaradt mindmáig.
Széchenyi a Hitel című művében már így korholta a "paprikázó" patrióta szakácsokat: "Sokan azt tartják igazán Mester-szakácsnak, ki mindent rendkívül paprikáz, 's azt ugyancsak Magyar embernek, ki azt szereti is".
A fűszerpaprika használata ugyanakkor a magyarlakta területeken nem volt egységes. A legerőteljesebben az Alföldön használták. A 20. század közepéig viszont például alig volt használatos sokfelé a Székelyföldön, ahol barna színű volt az a kolbász, amely Magyarországon piros volt a paprikától.
Kereskedelmi áruként a fűszerpaprikát Szentes környékén kezdték nagyobb területen termeszteni az 1890-es években. Magyarországon a fűszerpaprikát 1934-ben már körzetekben termesztették, és az állami hatóságok ellenőrizték minőségét. 1983-tól szabadon forgalmazható.
A fűszerpaprika mindmáig szinte magyar nemzeti fűszer.
A hazai konyha legfontosabb jelképe az emigráns magyarok közt a paprika. A Paprikás Weiss nevű, óriási csomagküldő élelmiszer-üzletház New Yorkban 1917-ben indult a mai tulajdonos nagyapjának vállalkozásaként.

## Előállítása
A közönséges paprika két változatából készítik:
- fűszerpaprikából (Capsicum annuum var. longum)
- cseresznyepaprikából (Capsicum annuum var. longum grossum)

A paprikát háromszor szedik: mindig csak a bepirosodott bogyókat. A nyers fűszerpaprikát vagy még tövön vagy szakaszos betakarítás után zsákokban, ládákban, vagy fűzve a falakon lógatva utóérlelik.
Mosás és szárítás után köves malomban roppantják össze, és hengerszékeken, illetve kalapácsos malomban őrlik meg. Ha köves malomban őrlik, ennek utolsó fázisa a „pirosító” kő, amikor is a dörzsölés hatására a paprikamag olajtartalma kioldódik a magtöredékből, feloldva a bőr festéktartalmát, és egységesen befesti valamennyi szemcsét.
Őrlés után az őrleményt kondicionálják (víztartalmát beállítják az előírt közelére), pihentetik, majd a mikrobiológiai állapottól függő hősokkal csökkentik csíratartalmát. Végül egalizálják és a minőség megállapítása után a megfelelő minőség megjelölésével ellátott tasakokba csomagolják.
A magyar fűszerpaprika-őrleményeket az érzékszervi tulajdonságok, a fizikai, a fizikai-kémiai, illetve a kémiai jellemzők alapján a következő minőségi csoportokba (minőségekbe) kell sorolni:
- különleges
- csemege
- édesnemes
- rózsa

a csípősségre vonatkozó kiegészítéssel:
- csípősségmentes – ha az őrlemény kapszaicintartalma nem haladja meg a 30 mg/kg-ot,
- enyhén csípős – 30–200 mg/kg között (a magyar ételekre jellemző ízű és jellegű)
- csípős – 200–500 mg/kg között
- nagyon csípős – 500 felett[9]

## Jelölések a Magyar Élelmiszerkönyv(Codex Alimentarius Hungaricus)szerint
A fűszerpaprika-őrlemény az MSZ ISO 7540:2006 szabványban leírt termék.
- A leírás szerint a megnevezésnek tartalmaznia kell
  - a “fűszerpaprika-őrlemény” vagy „őrölt fűszerpaprika” vagy más, a fogyasztó számára azonos jelentéssel bíró „paprika” kifejezést (pl. őrölt paprika),
  - a minőségi osztályba sorolást (a zárójelben lévő kifejezéseket nem kell feltüntetni):
    - különleges (MSZ ISO 7540:2006 szabvány szerint I. osztály)
    - csemege (MSZ ISO 7540:2006 szabvány szerint II. osztály)
    - édesnemes (MSZ ISO 7540:2006 szabvány szerint III. osztály)
    - rózsa (MSZ ISO 7540:2006 szabvány szerint IV. osztály)

  - a termék csípősségére való utalást a „csípős”, „enyhén csípős” stb.szavakkal.[9]